# (5537) 1964 TA2
(5537) 1964 TA2 là một tiểu hành tinh vành đai chính. Nó được phát hiện ở Đài thiên văn Purple Mountain ở Nanjing, China, ngày 9 tháng 10 năm 1964.